# Tadeu
Tadeu ist ein männlicher Vorname.

## Herkunft und Bedeutung
Tadeu, abgeleitet von Thaddäus, ist ein vorwiegend portugiesischer männlicher Vorname, der auch als Familienname Verwendung findet.

## Namensträger
- Anselmo Tadeu Silva do Nascimento (* 1980), brasilianischer Fußballspieler
- José Tadeu Mouro Júnior (* 1986), brasilianischer Fußballspieler
- Luiz Tadeu Razia Filho (* 1989), brasilianischer Automobilrennfahrer
- Tadeu Coelho, brasilianischer Flötist und Musikpädagoge
- Tadeu Henrique Prost (1915–1994), US-amerikanischer Ordensgeistlicher, Weihbischof in Belém do Pará
- Tadeu Schmidt (* 1974), brasilianischer Journalist und Fernsehmoderator
- Wilson Tadeu Jönck (* 1951), brasilianischer Ordensgeistlicher, Erzbischof von Florianópolis
- Edmilson Tadeu Canavarros dos Santos (* 1967), brasilianischer Ordensgeistlicher, Prälat von Itacoatiara